# Levač
Cet article concerne la région située au centre de la Serbie. Pour le patronyme, voir Levac.
Le Levač (en serbe cyrillique : Левач) est une région située au centre de la Serbie. Elle constitue un sous-ensemble de la région plus vaste de la Šumadija (Choumadie).

## Géographie
Le Levač, qui correspond grosso modo au territoire de la municipalité de Rekovac, est situé entre les monts Juhor à l'est et Gledićke planine à l'ouest. La région est traversée par de nombreuses rivières et de nombreux ruisseaux. La Dulenska reka et la Županjevačka reka se rejoignent à la hauteur du village de Beočić pour former le Lugomir, un affluent droit de la Zapadna Morava ; parmi les autres rivières du secteur, on peut citer la Kalenićka reka, la Lomnička reka, la Dobroselička reka et la Kruševička reka.

## Localités

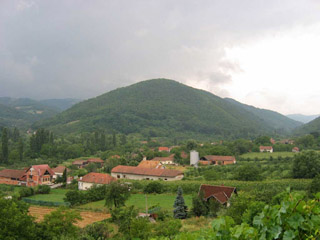
Le village de Prevešt, près de Rekovac

La région compte 32 villages, dont le plus important est Rekovac, qui est le siège de la municipalité éponyme de Rekovac ; selon le recensement de 2002, Rekovac comptait 1 930 habitants et la municipalité dont elle est le centre 13 551.
| - Bare - Belušić - Beočić - Bogalinac - Brajinovac - Velika Kruševica - Vukmanovac - Dobroselica - Dragovo - Županjevac - Kavadar | - Kalenićki Prnjavor - Kaludra - Komorane - Lepojević - Lomnica - Loćika - Maleševo - Motrić - Nadrlje - Oparić - Prevešt | - Rabenovac - Ratković - Rekovac - Sekurič - Sibnica - Siljevica - Tečić - Ursule - Cikot - Šljivica |

## Histoire

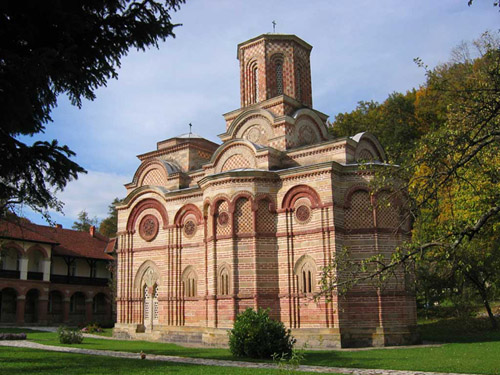
Le monastère de Kalenić

La région de Levač est mentionnée pour la première comme une župa sur des cartes de Stefan Nemanja et Stefan Ier Nemanjić au monastère de Hilandar à la fin du XIIe siècle et au début du XIIIe siècle. La région fut conquise par Stafan Nemanja sur les Byzantins en 1183, en même temps que celles de Lepenica et de Belica. Le monastère de Kalenić, ainsi que les églises anciennes de Velika Kruševica, Oparić et Preradovac remontent au Moyen Âge..

## Politique
Aux élections locales serbes de 2008, une liste d'intérêt régional nommée Mouvement pour le Levač a remporté deux sièges sur les 33 que compte l'assemblée municipale de Rekovac.